# Elezioni regionali in Piemonte del 1975
Le elezioni regionali in Piemonte del 1975 si tennero il 15-16 giugno.
Conseguentemente al censimento del 1971, il Consiglio ottenne 10 nuovi seggi.

## Risultati elettorali
| Liste                                                  | Voti      | %     | Seggi |
| ------------------------------------------------------ | --------- | ----- | ----- |
| Partito Comunista Italiano (PCI)                       | 1.033.342 | 33,91 | 22    |
| Democrazia Cristiana (DC)                              | 976.794   | 32,05 | 20    |
| Partito Socialista Italiano (PSI)                      | 393.707   | 12,92 | 8     |
| Partito Socialista Democratico Italiano (PSDI)         | 224.642   | 7,37  | 4     |
| Partito Liberale Italiano (PLI)                        | 153.079   | 5,02  | 2     |
| Movimento Sociale Italiano - Destra Nazionale (MSI-DN) | 130.905   | 4,30  | 2     |
| Partito Repubblicano Italiano (PRI)                    | 109.333   | 3,59  | 2     |
| Democrazia Operaia (DO)                                | 24.634    | 0,81  | -     |
| Unità Popolare per il Socialismo (UPS)                 | 1.128     | 0,04  | -     |
| Totale                                                 | 3.047.564 |       | 60    |

| Riepilogo dei seggi | Riepilogo dei seggi | Riepilogo dei seggi | Riepilogo dei seggi | Riepilogo dei seggi | Riepilogo dei seggi | Riepilogo dei seggi |
| ------------------- | ------------------- | ------------------- | ------------------- | ------------------- | ------------------- | ------------------- |
|                     |                     |                     |                     |                     |                     |                     |
| PCI                 | 22                  | ▲ 9                 |                     | PSI                 | 8                   | ▲ 3                 |
| PSDI                | 4                   | ━                   |                     | PRI                 | 2                   | ▲ 1                 |
| DC                  | 20                  | ━                   |                     | PLI                 | 2                   | ▼ 2                 |
| MSI-DN              | 2                   | ━                   |                     | PSIUP               | 0                   | ▼ 1                 |

## Consiglieri eletti
| Collegio    | Lista                                         | Eletto                    |
| ----------- | --------------------------------------------- | ------------------------- |
| Torino      | Partito Comunista Italiano                    | Adalberto Minucci         |
| Torino      | Partito Comunista Italiano                    | Lucio Libertini           |
| Torino      | Partito Comunista Italiano                    | Antonio Berti             |
| Torino      | Partito Comunista Italiano                    | Sante Bajardi             |
| Torino      | Partito Comunista Italiano                    | Giovanni Alasia           |
| Torino      | Partito Comunista Italiano                    | Luciano Rossi             |
| Torino      | Partito Comunista Italiano                    | Mario Vecchione           |
| Torino      | Partito Comunista Italiano                    | Luigi Rivalta             |
| Torino      | Partito Comunista Italiano                    | Fausto Fiorini            |
| Torino      | Partito Comunista Italiano                    | Anna Graglia Artico       |
| Torino      | Partito Comunista Italiano                    | Rinaldo Bontempi          |
| Torino      | Partito Comunista Italiano                    | Giovanni Ferrero          |
| Torino      | Democrazia Cristiana                          | Mauro Chiabrando          |
| Torino      | Democrazia Cristiana                          | Anna Maria Vietti         |
| Torino      | Democrazia Cristiana                          | Giovanni Picco            |
| Torino      | Democrazia Cristiana                          | Gianni Oberto Tarena      |
| Torino      | Democrazia Cristiana                          | Domenico Bertorello       |
| Torino      | Democrazia Cristiana                          | Michele Colombino         |
| Torino      | Democrazia Cristiana                          | Giuseppe Cerchio          |
| Torino      | Democrazia Cristiana                          | Cornelio Valetto          |
| Torino      | Democrazia Cristiana                          | Ezio Alberton             |
| Torino      | Partito Socialista Italiano                   | Ezio Enrietti             |
| Torino      | Partito Socialista Italiano                   | Michele Moretti           |
| Torino      | Partito Socialista Italiano                   | Giovanni Astengo          |
| Torino      | Partito Socialista Italiano                   | Corrado Calsolaro         |
| Torino      | Partito Socialista Democratico Italiano       | Baldassarre Furnari       |
| Torino      | Partito Socialista Democratico Italiano       | Germano Benzi             |
| Torino      | Partito Liberale Italiano                     | Carlofelice Rossotto      |
| Torino      | Partito Liberale Italiano                     | Valerio Zanone            |
| Torino      | Movimento Sociale Italiano - Destra Nazionale | Domenico Curci            |
| Torino      | Movimento Sociale Italiano - Destra Nazionale | Carlo Carazzoni           |
| Torino      | Partito Repubblicano Italiano                 | Aldo Gandolfi             |
| Alessandria | Partito Comunista Italiano                    | Luciano Raschio           |
| Alessandria | Partito Comunista Italiano                    | Domenico Marchesotti      |
| Alessandria | Partito Comunista Italiano                    | Annamaria Ariotti         |
| Alessandria | Democrazia Cristiana                          | Angelo Armella            |
| Alessandria | Democrazia Cristiana                          | Adriano Bianchi           |
| Alessandria | Partito Socialista Italiano                   | Claudio Simonelli         |
| Alessandria | Partito Socialista Democratico Italiano       | Angelo Mario De Benedetti |
| Asti        | Democrazia Cristiana                          | Stanislao Menozzi         |
| Asti        | Partito Comunista Italiano                    | Bruno Ferraris            |
| Cuneo       | Democrazia Cristiana                          | Emilio Lombardi           |
| Cuneo       | Democrazia Cristiana                          | Ettore Paganelli          |
| Cuneo       | Democrazia Cristiana                          | Mario Michele Martini     |
| Cuneo       | Democrazia Cristiana                          | Albertina Soldano         |
| Cuneo       | Partito Socialista Italiano                   | Aldo Viglione             |
| Cuneo       | Partito Repubblicano Italiano                 | Vitale Robaldo            |
| Novara      | Partito Comunista Italiano                    | Bernardo Sanlorenzo       |
| Novara      | Partito Comunista Italiano                    | Sereno Bono               |
| Novara      | Partito Comunista Italiano                    | Marco Rosci               |
| Novara      | Democrazia Cristiana                          | Vittorio Beltrami         |
| Novara      | Democrazia Cristiana                          | Carlo Borando             |
| Novara      | Partito Socialista Italiano                   | Mario Fonio               |
| Novara      | Partito Socialista Democratico Italiano       | Giulio Cardinali          |
| Vercelli    | Democrazia Cristiana                          | Luigi Petrini             |
| Vercelli    | Democrazia Cristiana                          | Pierino Franzi            |
| Vercelli    | Partito Comunista Italiano                    | Pietro Besate             |
| Vercelli    | Partito Comunista Italiano                    | Pierina Carmen Fabbris    |
| Vercelli    | Partito Socialista Italiano                   | Emilio Bellomo            |